# Christkönig (Rosenheim)

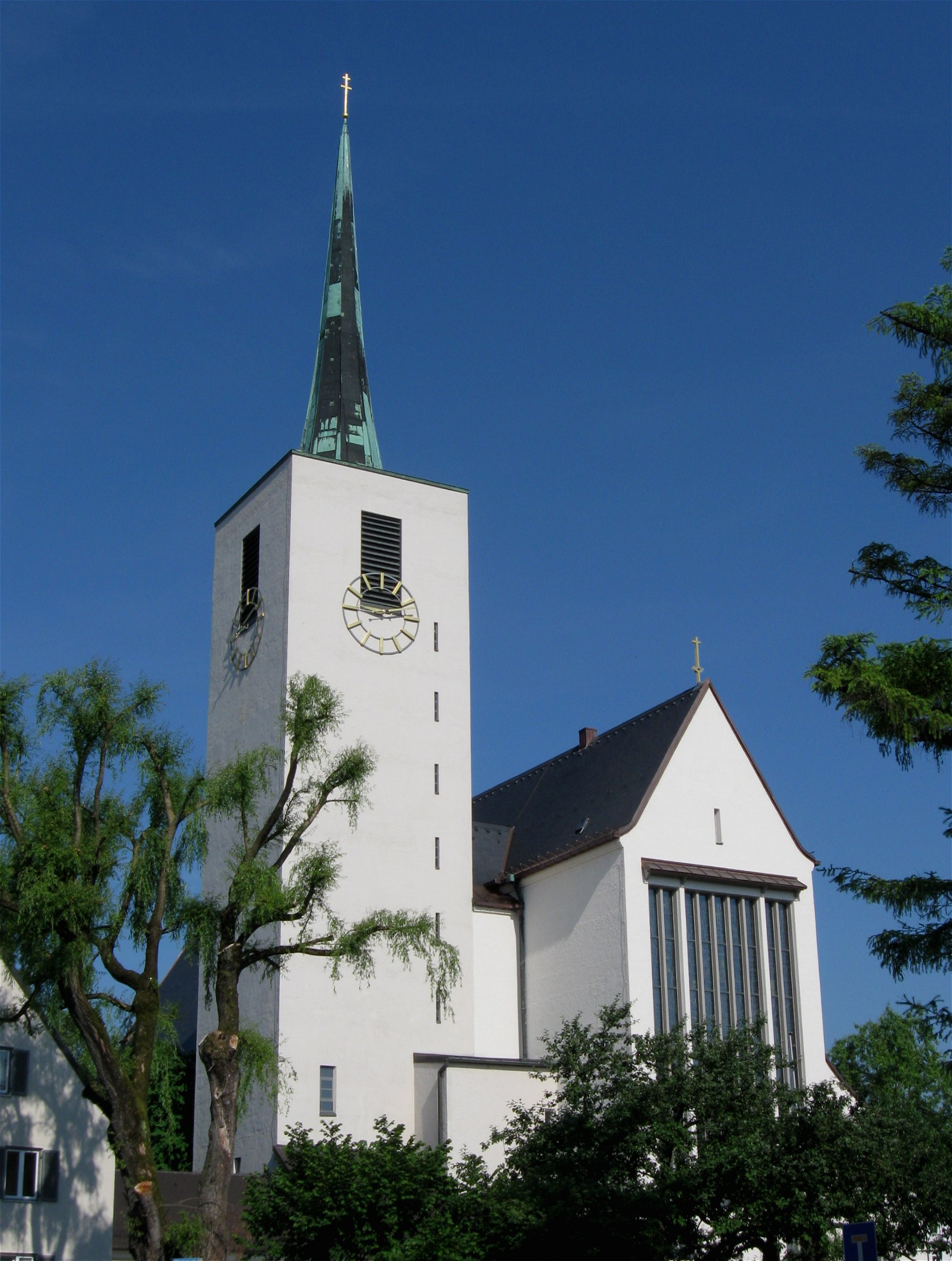
Christkönig in Rosenheim

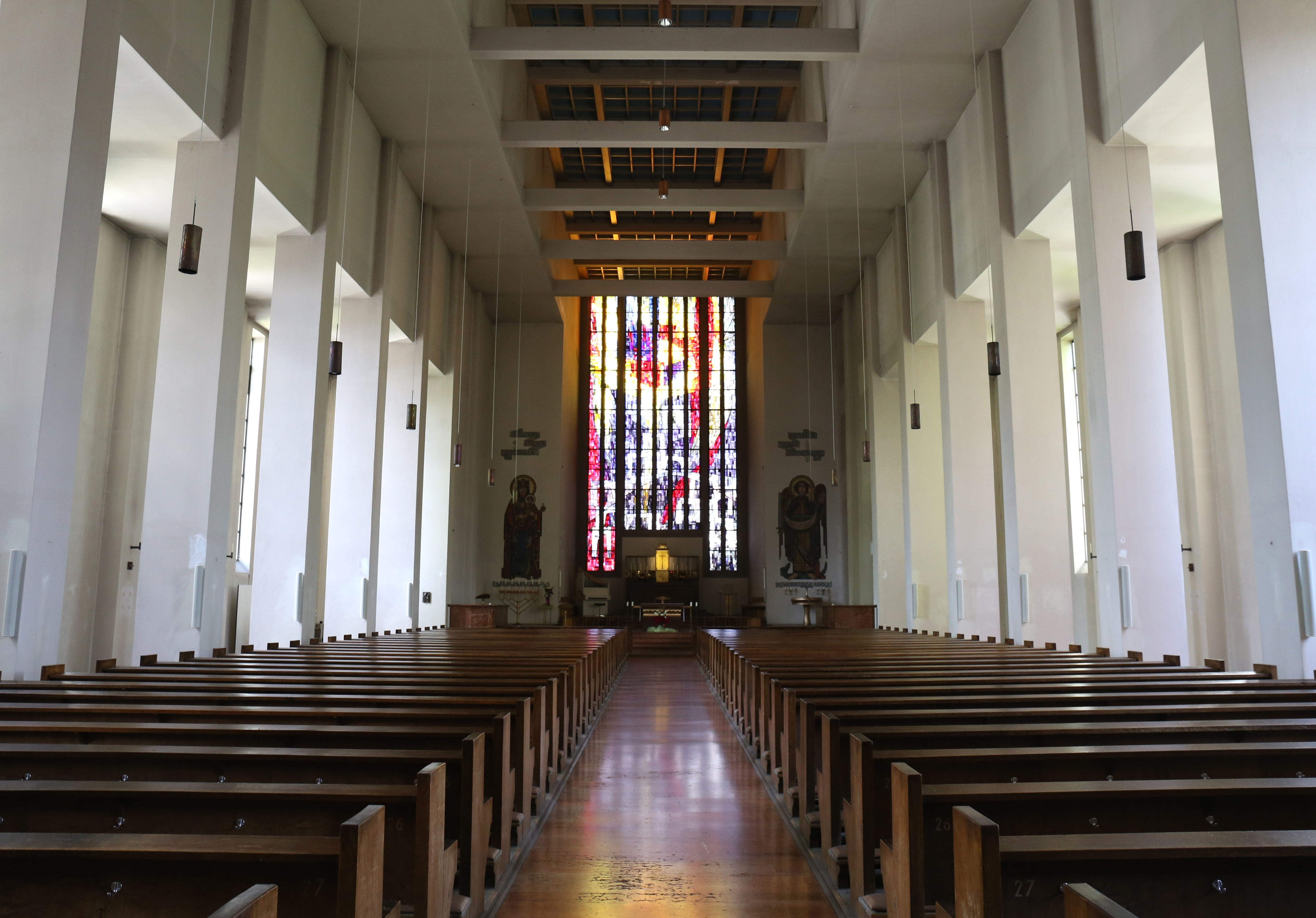
Innenraum

Die römisch-katholische Pfarrkirche Christkönig steht in der oberbayerischen Stadt Rosenheim. Sie ist in der Liste der Baudenkmäler in Rosenheim als Baudenkmal unter der Nr. D-1-63-000-74 eingetragen. Die Kirche gehört zum Dekanat Rosenheim im Erzbistum München und Freising.

## Beschreibung
Die Saalkirche wurde 1928/29 nach einem Entwurf von Adolf Muesmann im Stil der Neuen Sachlichkeit erbaut. Sie besteht aus dem Langhaus, dem eingezogenen Chor im Osten und dem mit einem spitzen Helm bedeckten Chorflankenturm an der Südwand des Chors. Das oberste Geschoss des Turms enthält hinter den Klangarkaden, vor denen die Zifferblätter der Turmuhr angebracht sind, den Glockenstuhl mit vier Glocken. 

## Orgel

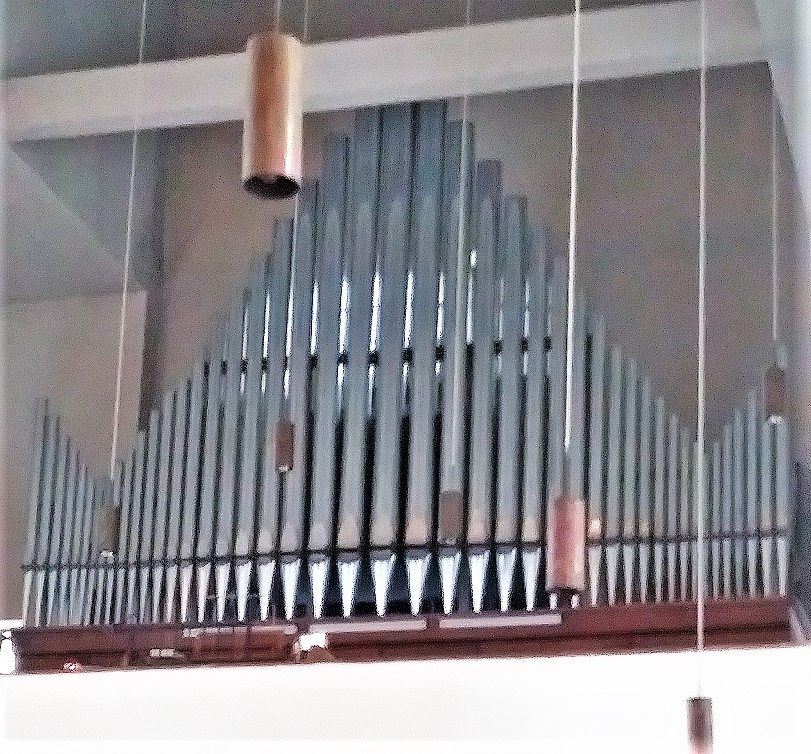
Orgel

Die Orgel auf der Empore mit 38 Registern auf drei Manualen und Pedal mit elektro-pneumatischen Kegelladen wurde 1951 von Stöberl & Wappmannsberger erbaut. 1998 wurde das Instrument durch Frenger & Eder renoviert und geringfügig umdisponiert. Die heutige Disposition lautet:
| I. Manual C–g3 |       |
| Bourdon        | 16′   |
| Principal      | 08′   |
| Rohrflöte      | 08′   |
| Spitzflöte     | 08′   |
| Octave         | 04′   |
| Querflöte      | 04′   |
| Nasat          | 2 ⁄3′ |
| Flachflöte     | 02′   |
| Mixtur V–VI    | 1 ⁄3′ |
| Trompete       | 08′   |

| II. Manual C–g3 |       |
| Gedeckt         | 8′    |
| Viola           | 8′    |
| Holzflöte       | 4′    |
| Principal       | 2′    |
| Kleinquinte     | 1 ⁄3′ |
| Scharff IV      | 1′    |
| Schalmey        | 4′    |

| III. Manual C–g3 |       |
| Harfenprincipal  | 8′    |
| Dulzgedackt      | 8′    |
| Weidenpfeife     | 8′    |
| Schwebung        | 8′    |
| Principal        | 4′    |
| Blockflöte       | 4′    |
| Sifflöte         | 2′    |
| Sesquialter II   | 2 ⁄3′ |
| Mixtur V         | 2′    |
| Dulzian          | 16′   |
| Fagott-Oboe      | 8′    |
| Tremulant        |       |

| Pedal C–f1     |         |
| Principalbaß   | 16′     |
| Subbaß         | 16′     |
| Quinte         | 10 2⁄3′ |
| Octavbaß       | 08′     |
| Bourdon        | 08′     |
| Choralbaß      | 04′     |
| Feldflöte      | 02′     |
| Rauschbass III | 2 ⁄3′   |
| Posaune        | 16′     |
| Bombarde       | 08′     |

- Koppeln: II/I, III/I, III/II, I/P, II/P, III/P
- Spielhilfen: 2 freie Kombinationen, Crescendotritt, Schwelltritt, Tutti, 2 automatisch umschaltende Pedalkombinationen und Einzelzungenabsteller